# Actinostemon caribaeus
Actinostemon caribaeus är en törelväxtart som beskrevs av August Heinrich Rudolf Grisebach. Actinostemon caribaeus ingår i släktet Actinostemon och familjen törelväxter. Inga underarter finns listade i Catalogue of Life.